# Gratiola pubescens
Gratiola pubescens là một loài thực vật có hoa trong họ Mã đề. Loài này được R.Br. mô tả khoa học đầu tiên năm 1810.